# Predrag Radosavljević
Predrag „Preki“ Radosavljević (* 24. Juni 1963 in Belgrad, SFR Jugoslawien) ist ein US-amerikanischer Fußballtrainer und ehemaliger -spieler.

## Karriere als Fußballspieler
Der in Belgrad geborene Radosavljević begann seine fußballerische Karriere 1983 bei Roter Stern Belgrad. Von dort aus wechselte er in die USA und spielte Hallenfußball in der Major Indoor Soccer League bei den Tacoma Stars und St. Louis Storm.
1992 kehrte er für drei Jahre nach Europa zurück und spielte beim FC Everton (1992–94) und FC Portsmouth (1994–95). Nach seinem Ausflug in die englische Premier League spielte er bei den San Jose Grizzlies in der amerikanischen Continental Indoor Soccer League, einer bis 1997 existierenden Hallenfußballliga.
1996 wechselte er zu den Kansas City Wizards in die neu gegründete MLS. Dort spielt er bis zu seinem Karriereende 2006. Ausgenommen das Jahr 2001, in dem er bei Miami Fusion spielte.
Bei den Wizards hält er noch heute die Rekorde für die meisten Tore (71) und die meisten Vorlagen (98).

## Nationalmannschaft
Nachdem er 1996 die Staatsbürgerschaft der Vereinigten Staaten angenommen hatte, spielte er 28 Mal für die Nationalmannschaft der USA und erzielte dabei 4 Tore. Er gehörte auch zum WM-Kader 1998 in Frankreich, wo er zwei Spiele absolvierte. Am 10. Februar 1998 schoss er das einzige Tor zum spektakulären 1:0-Sieg über Brasilien. Es war das erste und bislang einzige Mal, dass die USA gegen die Südamerikaner gewinnen konnten.

## Karriere als Trainer

### Chivas USA
Von 2007 bis 2009 war Preki Trainer von CD Chivas USA und führte die Mannschaft zu drei Play-off-Teilnahmen in Folge. 2007 wurde er sogar zum Trainer des Jahres in den USA ernannt.
Am 12. November 2009 trennte sich Preki „im gegenseitigen Einvernehmen“ von den Chivas. Vorher verloren die Chivas gegen Los Angeles Galaxy in den Play-offs.

### Toronto FC
Am 19. November 2009 wurde Predrag Radosavljević als neuer Trainer des Toronto FC verpflichtet. Seinen ersten und einzigen Erfolg mit der Mannschaft hatte er am 2. Juni 2010, als Toronto die Canadian Championship 2010 gewann und damit sich für die CONCACAF Champions League qualifizierte. Er wurde am 14. September 2010 zusammen mit Sportdirektor Mo Johnston entlassen.

### Sacramento Republic
Nach drei Jahren ohne als Trainer gearbeitet zu haben, wurde Preki am 15. Juli 2013 als neuer Trainer von Sacramento Republic bestätigt. Die Mannschaft lief ab der Saison 2014 in der USL Professional Division auf und sicherte sich gleich den Meistertitel. Am 8. Juli 2015 gab Preki bekannt, die Position als Trainer bei Sacramento aufzugeben. Er leitete am 11. Juli sein letztes Spiel.
Preki gab als Grund für seine Entscheidung neue Aufgaben in England an. Er wurde mit Leicester City in Verbindung gebracht, blieb aber ohne Beschäftigung.

### Saint Louis FC
Am 12. Oktober 2016 wurde bekannt, dass Preki zur neuen Saison das Traineramt beim Saint Louis FC übernimmt.